# غيفورغ كاسباروف
غيفورغ كاسباروف (25 يوليو 1980 بيريفان في أرمينيا - ) هو لاعب كرة قدم أرمني في مركز حراسة المرمى. شارك مع منتخب أرمينيا تحت 17 سنة لكرة القدم ومنتخب أرمينيا الوطني تحت 19 سنة لكرة القدم ومنتخب أرمينيا تحت 21 سنة لكرة القدم ومنتخب أرمينيا لكرة القدم. أما مع النوادي، فقد لعب مع أرارات يريفان وألاشكرت وبيونيك يريفان ونادي أوليسيس ونادي ارارات طهران ونادي باس طهران ونادي تراكتور سازي ونادي ذوب آهن أصفهان ونادي راه آهن ونادي ميكا وSanati Kaveh Tehran F.C. ‏ وZvartnots-AAL FC ‏ وLernayin Artsakh FC ‏.

## روابط خارجية
- غيفورغ كاسباروف على موقع الاتحاد الأوربي (الإنجليزية)
- غيفورغ كاسباروف على موقع قاعدة بيانات كرة القدم.إي يو (الإنجليزية)
- غيفورغ كاسباروف على موقع ناشيونال فوتبول تيمز (الإنجليزية)
- غيفورغ كاسباروف على موقع Soccerway.com (الإنجليزية)